# Samuel Fuller
Pour les articles homonymes, voir Fuller.
Samuel Fuller est un réalisateur, scénariste et écrivain américain, né le 12 août 1912 à Worcester (Massachusetts) et mort le 30 octobre 1997 à Hollywood (Californie),,,.

## Biographie

### Journaliste dès l'adolescence
Samuel Michael Fuller, né à Worcester, dans le Massachusetts, est le fils de Benjamin Rabinovitch, immigré juif russe, et de Rebecca Baum, immigrée juive polonaise. Le nom de famille est modifié après l'immigration aux États-Unis. Son père meurt alors qu'il n'a que 11 ans, la famille déménage alors pour New York. Il commence à travailler à 12 ans, dans un journal. À 14 ans, il est garçon à tout faire (grouillot ou copyboy en anglais) au New York Journal, devenant même le copy boy personnel du rédacteur en chef de l'époque, Arthur Brisbane. Il quitte le journal à la suite de son mentor. Après un court passage au New York Evening Graphic, il est à 17 ans le plus jeune reporter criminel du pays, pour le Sun de San Diego. Pour son métier, il prend l'habitude de voyager à travers les États-Unis. Cela devient une activité à plein temps quand il quitte son journal. Alors que la Grande Dépression frappe le pays, il parcourt principalement les États du sud. À partir de 1931, il écrit des récits de fiction, des nouvelles ou comme nègre pour divers écrivains. Il raconte l'histoire de la mort de Jeanne Eagels. En 1935, il s'arrête suffisamment longtemps pour écrire ses premiers romans qui seront publiés dans des pulps, pour la plupart sous différents pseudonymes. Il s'agit notamment de faits divers romancés, Burn, Baby, Burn (1935) sur la première femme condamnée à mort aux États-Unis alors qu'elle est enceinte, Test Tube Baby (1936) sur les bébés-éprouvette et Make Up and Kiss (1938), autour des produits de beauté.
À partir de 1936, poussé par un ancien rédacteur en chef devenu scénariste, Gene Fowler, il travaille pour Hollywood, collaborant à des scénarios, comme Hats Off ou It Happened in Hollywood, et fournissant des histoires originales telles que Gangs of New York ou Power of the Press.

### Soldat et reporter de guerre pendant la Seconde Guerre mondiale
Il sert dans la 1re division d'infanterie américaine au cours de la Seconde Guerre mondiale, la célèbre « Big Red One ». Il y est à la fois soldat et reporter de guerre.
En 1944, alors qu'il combat, sa mère trouve un éditeur pour son premier roman, un polar, The Dark Page. Howard Hawks et Charles Feldman en achètent les droits d'adaptation et Jules Furthman est engagé pour en écrire le scénario. Fuller le sera également pour en écrire une nouvelle version à son retour de guerre. Le film sort en 1952, il est intitulé Scandal Sheet (L'inexorable enquête) et réalisé par Phil Karlson.
Pendant ce temps, Fuller participe aux débarquements d'Afrique du Nord, de Sicile et de Normandie. Il tourne un film documentaire sur un épisode de la libération du camp de Falkenau (Tchécoslovaquie), dépendant du camp de concentration de Flossenbürg. Ce film ne sera montré qu'en 1988, inclus dans Falkenau, vision de l’impossible, documentaire d’Emil Weiss. Blessé deux fois au combat, Fuller reçoit la Bronze Star, la Silver Star et la Purple Heart, "pour conduite héroïque".
Cette connaissance du problème lui permet de réaliser des films comme Au-delà de la gloire (1980), témoignage autobiographique au sujet du front européen. Moins connu que d'autres grands films de guerre, comme Apocalypse Now, Full Metal Jacket, Platoon et Voyage au bout de l'enfer, Au-delà de la gloire est pourtant considéré, par certains, comme l'un des meilleurs films dans sa catégorie.

### Retour à Hollywood et premières réalisations
Après la guerre, il poursuit son activité de scénariste, sans que la reconnaissance n'arrive. La plupart de ses scénarios ne vont pas jusqu'à l'étape de la production bien qu'il devienne employé à la Warner Bros. Fuller est de plus en plus frustré jusqu'à ce qu'une petite compagnie fondée par Robert L. Lippert l'engage pour réaliser un western dont il vient d'écrire le scénario, J'ai tué Jesse James (1949). La reconnaissance n'est pas encore au rendez-vous, elle viendra avec son troisième long métrage, J'ai vécu l'enfer de Corée, en 1951. C'est le premier film sur la guerre de Corée dans lequel le silence est également brisé sur les camps d'internement pour les Nippo-Américains durant la seconde guerre mondiale. C'est un succès financier aussi, avec un budget de 100 000 dollars, le film en rapporte 2 000 000. Fuller signe alors un contrat avec la 20th Century Fox.
La carrière de Samuel Fuller est lancée. Scénariste de tous ses films, il en est le coproducteur sous contrat pour Darryl F. Zanuck et la Fox à partir de 1952 puis le seul producteur en 1956. Le premier long métrage qu'il réalise pour les studios est un autre film sur la guerre de Corée, Baïonnette au canon, un échec commercial. Il signe ensuite, en 1952, un film sur l'histoire du journalisme, Violence à Park Row, l'un de ses meilleurs d'après Roger Boussinot. Le Port de la drogue réalisé ensuite lui vaut un lion de bronze au festival de Venise en même temps que les première critiques sur un discours anti-communiste primaire. Cet aspect est gommé dans la version française, les communistes infiltrés de la version originale n'étant plus que de "simples" passeurs de drogue.
Durant cette période, Fuller est envoyé au Mato Grosso par Daryl F. Zanuck pour faire des repérages et imaginer une histoire. John Wayne, Tyrone Power et Ava Gardner sont un temps attachés à ce projet qui ne verra pas le jour et dont les quelques bobines filmées seront partiellement réutilisées pour Shock Corridor. Ce film qui ne s'est jamais fait inspirera Mika Kaurismaki pour son documentaire Tigrero : A Film That Was Never Made en 1994, dans lequel Fuller revient sur les lieux de ses repérages accompagné de Jim Jarmush pour montrer les habitants qu'il a filmés quarante ans plus tôt à ceux qui habitent là.

### Reconnaissance européenne et bannissement de Hollywood
Après un autre film noir avec Richard Widmark, Le Démon des eaux troubles, puis La Maison de bambou, Fuller fonde sa maison de production, Globe Enterprises, pour financer son film suivant, un western, Le Jugement des flèches. Ce long métrage marque le début de la reconnaissance du réalisateur en Europe, notamment par les Cahiers du Cinéma. Viennent ensuite un film de guerre Porte de Chine, puis Quarante Tueurs qui amplifie l'engouement pour le cinéaste en Europe. Il enchaîne ensuite avec deux films sur les inégalités et le racisme, Ordres secrets aux espions nazis puis The Crimson Kimono. Sa vision désormais pessimiste et sans concession de son pays s'exprime ensuite dans Les Bas-fonds new-yorkais (1960), le dernier film produit par Globe Enterprises. Il retourne à la Warner Bros pour son film suivant, Les Maraudeurs attaquent. Et réalise ensuite deux films qui vont lui valoir d'être banni de Hollywood, Shock Corridor (1963) et Police spéciale (1964),. Le premier, critique acerbe des États-Unis, considéré par certains comme l'un de ses chefs-d’œuvre, se voit reprocher son sensationnalisme. Le second aborde la perversion sexuelle et provoque l'hostilité de la critique. Shock Corridor est à la source d'un autre problème pour Samuel Fuller. Il découvre que le film a été novélisé par Michael Avallone qu'il accuse de plagiat. D'abord réédité à la "Série Noire" en 1980 sous la signature Avallone - Fuller, il ne paraîtra ensuite qu'avec la seule mention de Samuel Fuller.
Samuel Fuller effectue alors des aller-retours entre la France et les États-Unis. Il apparaît dans son propre rôle dans Pierrot le fou de Jean-Luc Godard. N'ayant tourné que quelques épisodes d'une série télévisée, Fuller doit attendre 1968 pour qu'une nouvelle possibilité de réaliser un film lui soit proposée. Le tournage de Shark ! est marqué par la mort d'un cascadeur mexicain et le montage final n'étant pas celui du réalisateur, il le reniera, refusant d'en parler. Fuller retourne alors à la réalisation télévisée et aux apparitions dans différents films.
En parallèle, il recommence à publier des romans, d'abord un roman d'aventure, La Couronne des Indes, en 1966. Il y aura ensuite la novélisation d'un de ses films, Mort d'un pigeon Beethovenstrasse, en 1972, dans lequel un détective privé est engagé pour démasquer ceux qui font chanter des hommes politiques à l'aide de photos compromettantes.

### The Big Red Oneet retour au premier plan
Alors que tous pensent que sa carrière est finie, Fuller parvient à obtenir le financement pour un projet qu'il portait depuis 1956. L'histoire qu'il a vécue, celle de la première division d'infanterie américaine au cours de la Seconde Guerre mondiale. Les acteurs en sont Lee Marvin, Mark Hamill et Robert Carradine. Il tourne en Israël en 1978. Après montage, les 30 heures de bobines sont réduites à 4 h 30 mais la version qui sort en salle en 1980 est de 120 minutes, à la demande de Lorimar Productions. Au-delà de la gloire est un succès à la hauteur de J'ai vécu l'enfer de Corée. Fuller est de nouveau bienvenu à Hollywood.
Pour son projet suivant, il décide d'adapter un roman de Romain Gary, Chien blanc. Le message anti-raciste du film n'étant pas évident avec le montage choisi, les studios demandent au réalisateur de remonter le film, mais il refuse de le faire. Emportant les négatifs, il part au Mexique avec son producteur, Jon Davison. Dressé pour tuer ne sortira jamais en salles aux États-Unis et ne sera distribué qu'en Europe. À la suite de la polémique et de l’échec du film, Fuller quitte en 1982 une nouvelle fois Hollywood pour la France. Il y réalise son film suivant, Les Voleurs de la nuit (1984), l'avant-dernier de sa filmographie.
Il apparaît dans les années 1980 dans plusieurs longs métrages, chez Wim Wenders, Claude Chabrol et Aki Kaurismäki, notamment. Il réalise, en 1988, un dernier film pour le cinéma, adaptation d'un roman de David Goodis, Sans espoir de retour, et trois films pour la télévision.
Au début des années 1990, Samuel Fuller s'installe avec sa femme Christa et leur fille Samantha dans un petit appartement au 61, rue de Reuilly, dans le 12e arrondissement de Paris,. Ce sera sa dernière résidence en France. Après avoir subi un accident vasculaire cérébral en 1994, il retourne vivre à Hollywood l'année suivante, et tourne dans un dernier film, The End of Violence, de Wim Wenders, qui sort quelques semaines avant sa mort.

### Mariages
Samuel Fuller se marie deux fois, une première fois avec Martha Downes Fuller dont il divorce en 1959, puis avec Christa Lang, sa compagne, et son interprète dans certains de ses films, de 1967 jusqu'à sa mort. Il a eu une fille, Samantha, née en 1975.

## Filmographie

### Réalisateur

#### Cinéma

##### Années 1940
- 1949 : J'ai tué Jesse James (I shot Jesse James)

##### Années 1950
- 1950 : Le Baron de l’Arizona (The Baron of Arizona)
- 1951 : J'ai vécu l'enfer de Corée (The Steel Helmet)
- 1951 : Baïonnette au canon (Fixed Bayonets)
- 1952 : Violence à Park Row (Park Row)
- 1953 : Le Port de la drogue (Pickup on South Street)[25]
- 1954 : Le Démon des eaux troubles (Hell and High Water)
- 1955 : La Maison de bambou (House of Bamboo)[26]
- 1957 : Porte de Chine (China Gate)
- 1957 : Le Jugement des flèches (Run of the Arrow)
- 1957 : Quarante tueurs (Forty Guns)
- 1959 : Ordres secrets aux espions nazis (Verboten)
- 1959 : Le Kimono pourpre (The Crimson Kimono)

##### Années 1960
- 1960 : Les Bas-fonds new-yorkais (Underworld U.S.A.)
- 1962 : Les maraudeurs attaquent (Merrill's Marauders)
- 1963 : Shock Corridor[27]
- 1964 : Police spéciale (The Naked Kiss)[28]
- 1969 : Caine (Shark!) (réalisation et scénario)

##### Années 1980
- 1980 : Au-delà de la gloire (The Big Red One)[29],[30]
- 1982 : Dressé pour tuer (White Dog)
- 1983 : Les Voleurs de la nuit (Thieves After Dark)
- 1988 : Sans espoir de retour (Street of No Return)

#### Télévision
- 1959 : Dogface (pilote d'une série)
- 1960 : The Dick Powell Show (en)
- 1966 : Le Cheval de fer (Iron Horse) (série)
- 1967 : The Meanest Men in the West
- 1972 : Un pigeon mort dans Beethovenstrasse (Tote Taube in der Beethovenstrasse)
- 1973 : Riata de Barry Shear, réalisateur de quelques scènes
- 1989 : La Madone et le Dragon (en) (The Madonna and the Dragon)
- 1990 : La Ferme du malheur
- 1990 : Le Jour du châtiment (The Day of Reckoning)

### Scénariste

#### Cinéma

##### Années 1930
- 1936 : Hats Off (en) de Boris Petroff (en)
- 1937 : It Happened in Hollywood (en) de Harry Lachman
- 1938 : La Loi de la pègre (Gangs of New York) de James Cruze
- 1938 : Adventure in Sahara (en) de D. Ross Lederman
- 1938 : Flight From Justice de Nick Grinde

##### Années 1940
- 1940 : Bowery Boy (en) de William Morgan
- 1940 : Confirm or Deny d’Archie Mayo
- 1943 : Power of the Press de Lew Landers
- 1943 : Margin for Error d’Otto Preminger
- 1945 : Gangs of the Waterfront (en) de George Blair
- 1949 : Jenny, femme marquée (shockproof) de Douglas Sirk

##### Années 1950
- 1951 : Les Tanks arrivent (en) (The Tanks Are Coming) de Lewis B. Seiler
- 1951 : L'Inexorable Enquête (Scandal Sheet) de Phil Karlson
- 1954 : La poursuite dura sept jours (The Command) de David Butler

##### Années 1960
- 1968 : La Cible (Targets ou Before I Die) de Peter Bogdanovich
- 1968 : The Cape Town Affair (en) de Robert D. Webb

##### Années 1970
- 1974 : L'Homme du clan (The Klansman) de Terence Young

#### Télévision
- 1949 : Captain Video and His Video Rangers (en)
- 1967 : The Meanest Men in the West
- 1994 : Girls in Prison de John McNaughton

### Acteur

#### Cinéma

##### Années 1950
- 1955 : La Maison de bambou (House of Bamboo) de lui-même : un policier

##### Années 1960
- 1965 : Pierrot le Fou de Jean-Luc Godard : lui-même
- 1966 : Brigitte et Brigitte de Luc Moullet : lui-même

##### Années 1970
- 1971 : The Last Movie de Dennis Hopper : lui-même
- 1973 : The Young Nurses (en) de Clint Kimbrough (en) : le Dr Haskell
- 1977 : L'Ami américain (Der amerikanische Freund) de Wim Wenders : le mafieux américain
- 1977 : Scott Joplin de Jeremy Paul Kagan : l'impresario
- 1979 : 1941 de Steven Spielberg : le commandant de la défense aérienne

##### Années 1980
- 1982 : Hammett de Wim Wenders : le vieil homme à Pool Hall
- 1982 : L'État des choses (Der Stand der Dinge) de Wim Wenders : Joe
- 1982 : Dressé pour tuer (White Dog) de lui-même : Charlie Felton
- 1983 : Les Voleurs de la nuit (Thieves After Dark) de lui-même : Zoltan
- 1984 : Le Sang des autres de Claude Chabrol : le vieil homme dans un café
- 1984 : Slapstick (of Another Kind) (Slapstick of Another Kind) de Steben Paul : le colonel Sharp
- 1985 : Cinématon de Gérard Courant : lui-même (portrait no 602)
- 1987 : Les Enfants de Salem (A Return to Salem’s Lot) de Larry Cohen : Van Meer
- 1988 : Helsinki-Napoli (Helsinki Napoli All Night Long) de Mika Kaurismäki : le chef
- 1989 : Sons d’Alexandre Rockwell : le père

##### Années 1990
- 1991 : Il est interdit de jouer dans la cour d'Ann Le Monnier (court-métrage)
- 1992 : La Vie de Bohème (Boheemielämää) d’Aki Kaurismäki : Gassot
- 1992 : Golem, l'esprit de l'exil d’Amos Gitaï : Elimelek
- 1993 : Tigrero: A Film That Was Never Made de Mika Kaurismäki : lui-même
- 1993 : Golem, le jardin pétrifié d’Amos Gitaï : Sam
- 1994 : Somebody to Love d’Alexandre Rockwell : Sam Silverman
- 1996 : Milim d'Amos Gitaï : Flavius, le narrateur
- 1997 : The End of Violence de Wim Wenders : Louis Bering

#### Télévision
- 1989 : La Madone et le dragon (en) (The Madonna and the Dragon)
- 1989 : David Lansky, épisode : L'Enfant américain (série)

## Œuvre littéraire

### Romans
- The Dark Page, New York, Duell, Sloane and Pearce, 1944 (OCLC 3792129) Publié en France sous le titre Eh bien ! Dansez maintenant (trad. Yves Malartic), Paris-Londres, Morgan, coll. Série rouge, 1950 (BNF 32135944), retitré L'Inexorable Enquête, Paris, Christian Bourgois, 1983  (ISBN 2-267-00328-7)
- Shock Corridor  (novélisé par Michael Avallone), New York, Belmont Books, 1963 (OCLC 14563580) Publié en France sous le titre Shock Corridor, (trad. Noël Chassériau), Paris, Gallimard, 1966 (BNF 33017442)
- Crown of India, New York, Award Books, 1966 (OCLC 225419386) Publié en France sous le titre La Couronne des Indes (trad. Marie-Claude Morel), Paris, Albin Michel, 1968 (BNF 33017441)
- Dead Pigeon on Beethoven Street  (novélisation de son film de 1972), New York, Pyramid Books, 1974 (ISBN 978-0-515-03736-4) Publié en France sous le titre Mort d'un pigeon Beethovenstrasse (trad. Jacques Lourcelles), Paris, Calmann-Lévy, 1974 (BNF 34559307)
- The Big Red One, Londres, Corgi, 1980, 431 p. (ISBN 0-552-11548-7) Publié en France sous le titre The Big Red One : la magnifique saga de l'incroyable première division d'infanterie pendant la Deuxième Guerre mondiale (trad. Géraldine Koff d'Amico), Paris, Christian Bourgois, 1991  (ISBN 2-267-00674-X)
- Battle Royal, 1984 Publié en France sous le titre La Grande mêlée (trad. Pierre Alien), Paris, Christian Bourgois, 1984  (ISBN 2-267-00375-9)
- Brainquake, Londres, Titan Books, coll. « Hard Case Crime », 2014 (ISBN 978-1-78116-819-6) Publié en France sous le titre Cérébro-choc (trad. Jean-Yves Prate et Michael Korvin), Paris, Les Belles Lettres, 1993  (ISBN 2-251-44010-0)

### Autobiographie
- A Third Face : my tale of writing, fighting, and filmmaking  (en collaboration avec Christa Lang et Jerome Henry Rudes, avant propos de Martin Scorsese), New York, Alfred A. Knopf, 2002, 592 p. (ISBN 978-0-375-40165-7) Publié en France sous le titre Un troisième visage : le récit de ma vie d'écrivain, de combattant et de réalisateur (trad. Hélène Zylberait), Paris, Allia, 2011  (ISBN 978-2-84485-409-4)